# Karen Forkel
Karen Forkel (* 24. September 1970 in Wolfen) ist eine ehemalige deutsche Leichtathletin und Olympiamedaillengewinnerin, die in den 1990er Jahren zu den weltbesten Speerwerferinnen gehörte. Ihr größter internationaler Erfolg ist die Bronzemedaille bei den Olympischen Spielen 1992 in Barcelona (66,86 m). Zudem gewann die Juniorenweltmeisterin und zweimalige Junioreneuropameisterin zwei Silbermedaillen bei Europameisterschaften, wurde 1993 Vizeweltmeisterin und siegte 1996 bei den Deutschen Meisterschaften.
Für ihre sportlichen Leistungen erhielt sie am 23. Juni 1993 das Silberne Lorbeerblatt.

## Erfolge im Einzelnen
(bis 1990: Start für die DDR)
- 1987, Junioreneuropameisterschaften: Platz 3 (57,00 m)
- 1988, Juniorenweltmeisterschaften: Platz 1 (61,44 m)
- 1989, Junioreneuropameisterschaften: Platz 1 (70,12 m)
- 1990, Europameisterschaften: Platz 2 (60,36 - 60,64 - 67,56 m - 59,48 - 62,40 - 64,22).
- 1991, Weltmeisterschaften: Platz 12 (57,90 m)
- 1992, Olympische Spiele: Platz 3 (65,02 - ungültig - 62,76 - 65,84 - 66,86 m - 66,80)
- 1993, Weltmeisterschaften: Platz 2 (65,80 m); Europacup-Finale: Platz 2 (61,92 m)
- 1994, Europameisterschaften: Platz 2 (66,10 m), Weltcup-Finale: Platz 3 (61,26 m); Europacup-Finale: Platz 2 (65,58 m)
- 1996, Deutsche Meisterschaften: Platz 1 (66,78 m)
- 1996, Olympische Spiele: Platz 6 (64,18 m)
- 1997, Weltmeisterschaften: in der Qualifikation ausgeschieden
- 1999, Weltmeisterschaften: Platz 12 (54,65 m)
- 2000, Europacup-Finale: Platz 6 (52,89 m)

Karen Forkel startete für den SC Chemie Halle (nach dem Ende der DDR in SV Halle umbenannt). Die 1,72 m große Athletin wog in ihrer aktiven Zeit 63 kg.